# Řeřišnice malokvětá

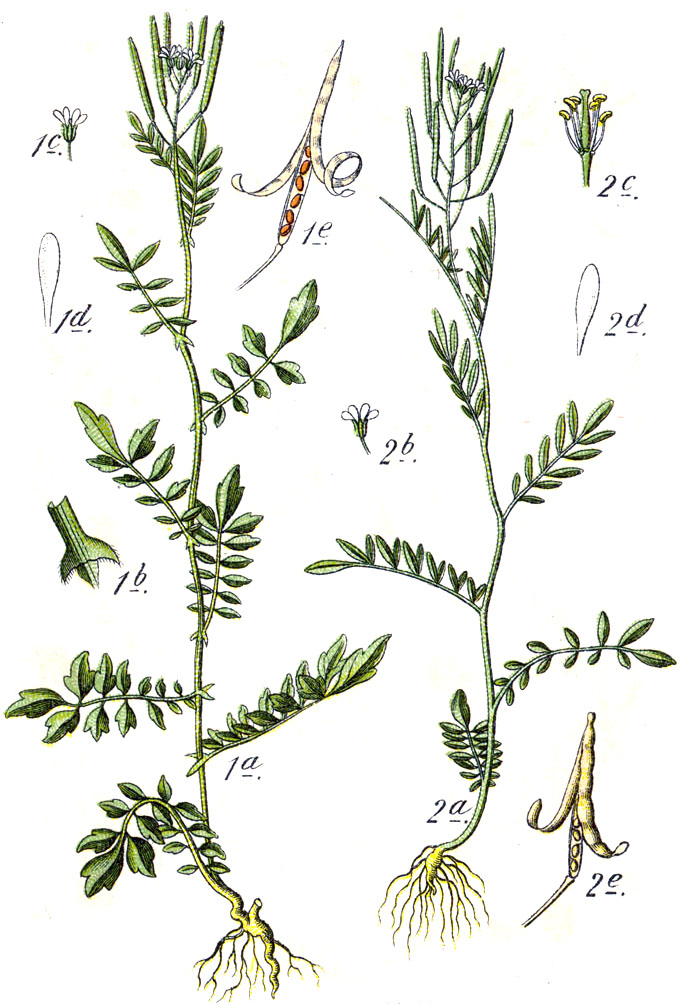
Nákres řeřišnice malokvěté vpravo

Řeřišnice malokvětá (Cardamine parviflora) je nenápadná, krátkověká bylina s drobnými bílými kvítky která v přírodě České republiky vyrůstá jen vzácně. Je to kriticky ohrožený druh rodu řeřišnice.

## Rozšíření
Druh je rozšířen, vyjma Balkánského poloostrova, téměř v celé Evropě. Jeho areál dále zasahuje v Asii přes střední Čínu až po Dálný východ, do severní Afriky i Severní Ameriky. V Česku se vyskytuje pouze na Moravě v termofytiku Dolnomoravského a Dyjsko-svrateckého úvalu.
Tato pionýrská, na slunce a teplo náročná rostlina je málo konkurenceschopná. Dává přednost vlhkým místům bez vegetace, jako jsou dna letněných rybníků, okraje lesních cest, vlhké písčité nebo nezarostlé kypré půdy na březích vodních toků nebo nádrží či v častých intervalech krátkodobě zaplavovaná holá místa. Pokud stanoviště zaroste jinou vegetaci není druh schopen se prosadit a zmizí.

## Popis
Jednoletá, efemérní, jen 10 až 30 cm vysoká štíhlá rostlina s jednou lodyhou vyrůstající z tenkého mělkého kořene. Spodní listy někdy vyrůstají v růžici která je v době kvetení již zaschlá. Bazální listy s řapíky mají 2 až 5 cm dlouhé peřenosečné čepele se 3 až 5 obvejčitými nebo okrouhlými laloky po obou stranách. Přímá a někdy zprohýbaná lodyha je jednoduchá nebo v horní polovině rozvětvená a hustě střídavě porůstá 6 až 30 řapíkatými listy. Tyto listy, dlouhé 3 až 10 cm, jsou lichozpeřené se šesti až jedenácti páry úzkých lístků, jež jsou obkopinaté až čárkovité, celokrajné a na koncích krátce špičaté, terminální lístek je o něco větší.
Květy na stopkách vytvářejí hrozen, který mívá 5 až 30 květů a v době dozrávání plodů se prodlužuje, květy nakvétají odspodu a horní část vřetena květenství přirůstá. Okvětí se skládá ze čtyř asi 1 mm dlouhých kališních lístků majících po obvodě blanitý lem a čtyř bílých, vzpřímených, obkopinatých korunní lístků asi 2 mm dlouhých které jsou na vrcholu okrouhlé. Tyčinek je šest, vejčité prašníky jsou žluté. Semeník s 20 až 50 vajíčky má jednu tlustou čnělku s půlkulatou bliznou. Doba kvetení obvykle spadá do května a června, rostliny se opylují entomogamicky nebo autogamicky.
Na šikmo odstávajících stopkách vzpřímeně vyrůstají pukající šešule, 10 až 20 mm dlouhé a méně než 1 mm tlusté, které obsahují hnědá, zploštělá, podlouhle vejčitá semena dlouhá průměrně 0,7 mm. Druh se rozmnožuje výhradně semeny.

## Ochrana
Řeřišnice malokvětá roste v České republice jen na několika nestabilních lokalitách a její počty stále klesají. V "Seznamu zvláště chráněných druhů rostlin" určeném vyhláškou Ministerstva životního prostředí ČR č. 395/1992 Sb. ve znění vyhl. č. 175/2006 Sb., stejně jako v "Červeném seznamu cévnatých rostlin České republiky" z roku 2012, je prohlášena za druh kriticky ohrožený (§1) a (C1b).